# Payni
Dans l'Égypte antique, Payni, signifiant celui du ouadi, est le dixième mois du calendrier nilotique (basé sur la crue du Nil). C'est le deuxième mois de la saison Chémou[réf. nécessaire].
Ce mois correspond à avril-mai.
C'est au début de ce mois, qu'avait lieu le festival de Heru, Horus pour les Grecs[réf. nécessaire].